# Смерч (РСЗО)
9К58 «Смерч» — советская и российская реактивная система залпового огня калибра 300 мм.
С декабря 2016 года началась замена РСЗО «Смерч» и РСЗО «Град» на РСЗО семейства «Торнадо», где боевые машины в целом сконструированы аналогично предшественникам, но оборудованы навигацией ГЛОНАСС и новой компьютеризированной системой управления огнём. ГЛОНАСС также используется в управляемых ракетах для РСЗО Торнадо-С, что подтверждено экспертами Международного института стратегических исследований и производителем.

## Состав комплекса
Комплекс РСЗО:

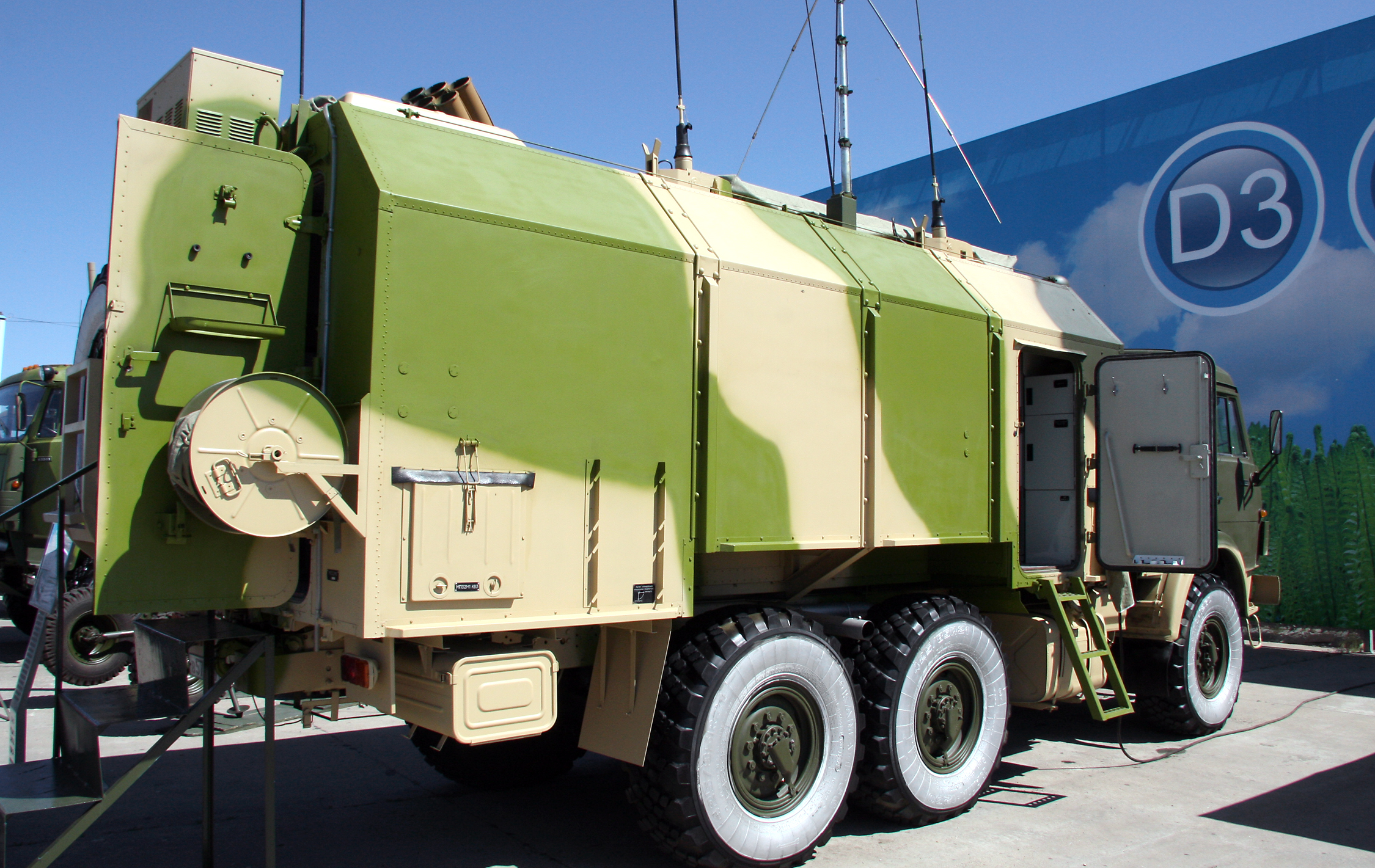
Унифицированная командно-штабная машина (УКШМ) МП32М1 является составной частью комплекса 9С729М1 «Слепок-1»

- боевая машина (БМ), то есть пусковая установка, 9А52-2;
- транспортно-заряжающая машина 9Т234−2;
- реактивные снаряды;
- учебно-тренировочные средства 9Ф827;
- комплект специального арсенального оборудования и инструмента 9Ф819;
- комплекс средств автоматизированного управления огнём (КСАУО) 9С729М1 «Слепок-1»;
- автомобиль для топографической съёмки 1Т12−2М;
- радиопеленгационный метеорологический комплекс 1Б44.

## История создания

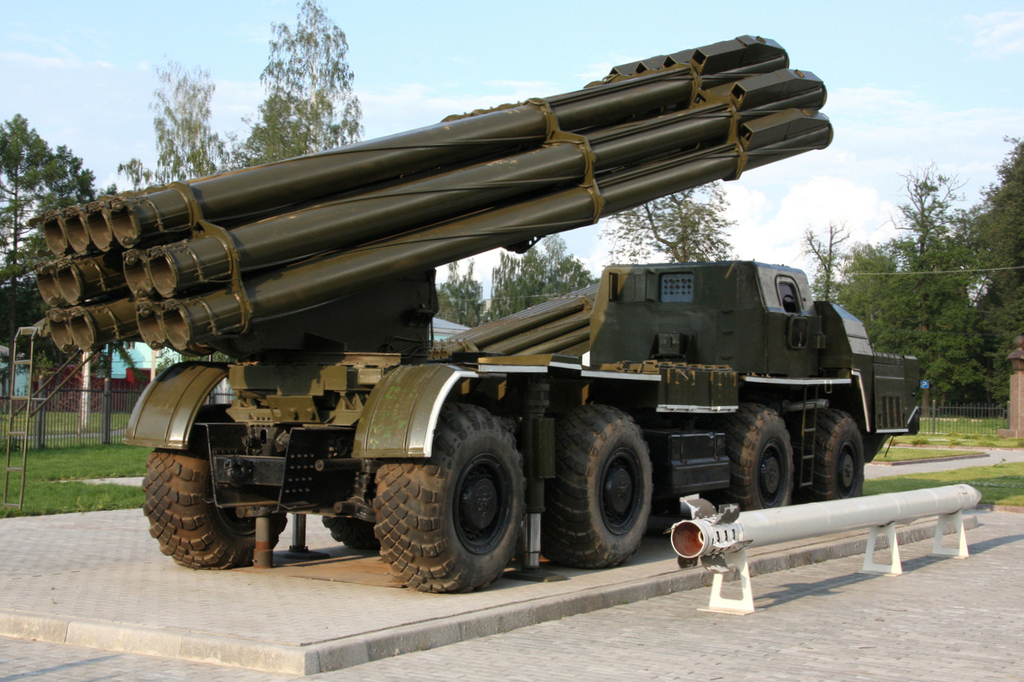
БМ-30 «Смерч», установленная в качестве памятника А. Н. Ганичеву рядом с ГНПП «Сплав», Тула

Реактивная система залпового огня «Смерч» была разработана в СССР специалистами ТулгосНИИточмаш (затем НПО «Сплав», а ныне АО «НПО „Сплав“», город Тула) под руководством главного конструктора Геннадия Алексеевича Денежкина, а также смежных предприятий. До разработки в 1990 году Китаем WS-1 являлась наиболее дальнобойной системой.
Артиллерийская часть монтируется на модифицированном шасси грузового автомобиля МАЗ-79111 или МАЗ-543М. Для Индии был создан вариант боевой машины на базе грузового автомобиля повышенной проходимости Tatra 816 6ZVR8T10x10.1 R/41T.
Подготовка «Смерча» к бою после получения целеуказания занимает три минуты; полный залп производится в течение 38 секунд. После стрельбы батарея готова к маршу через одну минуту, что позволяет оперативно уйти из-под ответного удара противника.

## Боеприпасы
- 9М55К — 300-мм реактивный снаряд с кассетной головной частью (ГЧ) 9Н139 с осколочными боевыми элементами (ОБЭ) 9Н235. Содержит 72 боевых элемента (БЭ), несущих по 96 готовых тяжёлых осколков, предназначенных для поражения небронированной техники, и по 360 готовых лёгких осколков, предназначенных для поражения живой силы противника в местах их сосредоточения; всего — до 32 832 осколков. Площадь поражения элемента 300—1100 м². Бронепробиваемость на дистанции 10 м 5-7 мм, на дистанции 100 м — 1-3 мм. В 12 снарядах содержится 393 984 готовых осколков. Наиболее эффективен на открытой местности, в степи и пустыне. Серийное производство 9М55К (и 9М55К-ИН — c инертным снаряжением БЭ) начато в 1987 году. Поставлялся в Алжир и Индию.
- 9М55К1 — реактивный снаряд с кассетной ГЧ (КГЧ) 9Н142 с самоприцеливающимися боевыми элементами (СПБЭ). Кассетная ГЧ несёт 5 СПБЭ «Мотив-3М» (9Н349)[9], оснащённых двухдиапазонными инфракрасными координаторами, ищущими цель под углом 30°. Каждый из них способен пробить под углом в 30° с высоты 100 метров броню в 70 мм[10]. Подходит для применения на открытой местности, в степи и пустыне, почти невозможно использование в лесу, затруднено использование в городе. Предназначен для поражения сверху группировок бронетехники и танков. Испытания завершены в 1994 году и принят в 1996 году. Приказом министра обороны № 372 от 13.10.96 г. снаряд 9М55К1 был принят на вооружение Российской армии. Поставлялся в Алжир.
- 9М55К4 — реактивный снаряд с КГЧ 9Н539 для противотанкового минирования местности. Каждый снаряд содержит 25 противотанковых мин «ПТМ-3» с электронным неконтактным взрывателем, всего в одном залпе установки — 300 противотанковых мин. Предназначен для оперативной дистанционной постановки противотанковых минных полей перед подразделениями боевой техники противника, находящимися на рубеже атаки, или в районе их сосредоточения.
- 9М55К5 — реактивный снаряд с КГЧ '9Н176 с кумулятивно-осколочными боевыми элементами (КОБЭ). Кассетная ГЧ содержит 646 боевых элементов длиной 118-мм, либо 588 элементов длиной 128-мм, массой по 240 г, имеющих цилиндрическую форму. Элементы длиной 118-мм способны по нормали пробивать до 120-мм гомогенной брони, длиной 128-мм — до 160-мм. Максимально эффективен против мотопехоты на марше, находящейся в БТР и БМП. Всего в 12 снарядах содержится 7 752 или 7 056 боевых элементов. Предназначен для поражения открытой и укрытой живой силы и легкобронированной военной техники.
- 9М55Ф — реактивный снаряд с отделяемой осколочно-фугасной ГЧ. Предназначен для поражения живой силы, небронированной и легкобронированной военной техники в местах их сосредоточения, для разрушения командных пунктов, узлов связи и объектов инфраструктуры. На вооружение Российской армии принят в 1992 году, а с 1999 года находится в серийном производстве. Поставлялся в Индию.
- 9М55С — реактивный снаряд с термобарической ГЧ 9М216 «Волнение». Взрыв одного снаряда создаёт термическое поле диаметром не менее 25 м (в зависимости от рельефа местности). Температура поля — свыше +1000 °C, время существования — не менее 1,4 с[11]. Предназначен для поражения живой силы, открытой и укрытой в фортификационных сооружениях открытого типа и объектах небронированной и легкобронированной военной техники. Максимально эффективен в степи и пустыне, городе, расположенном на нехолмистой местности. Испытания боеприпаса были закончены в 2004 году. Приказом Президента РФ № 1288 от 7 октября 2004 года 9М55С принят на вооружение Российской армии.
- 9М525 — реактивный снаряд с головной частью с осколочными боевыми элементами (ОБЭ).[12]
- 9М528 — реактивный снаряд с осколочно-фугасной ГЧ. Взрыватель контактный, мгновенного и замедленного действия. Предназначен для поражения живой силы, небронированной и легкобронированной военной техники в местах их сосредоточения, разрушения командных пунктов, узлов связи и объектов инфраструктуры.
- 9М529 — реактивный снаряд с термобарической ГЧ.[12]
- 9М531 — реактивный снаряд с ГЧ с кумулятивно-осколочными боевыми элементами (КОБЭ).[12]
- 9М533 — реактивный снаряд с ГЧ с самоприцеливающимися боевыми элементами.[12]
- 9М534 — опытный реактивный снаряд с малогабаритным разведывательным беспилотным летательным аппаратом (БПЛА) типа «Типчак». Предназначен для ведения оперативной разведки целей в течение двадцати минут. В районе цели БПЛА опускается на парашюте, сканируя при этом обстановку и передавая информацию по координатам разведанных целей на комплекс управления на расстояние до 70 км, для оперативного принятия решения на уничтожение доразведанного объекта.
- 9М542 — корректируемый по ГЛОНАСС реактивный снаряд с отделяемой осколочно-фугасной или кассетной головной частью с дальностью стрельбы до 120 км.[13][14]

Основные ТТХ указанных выше реактивных боеприпасов (кроме 9М542):
Также, для РСЗО «Смерч» создана и ожидает заказчика специальная ракета, которая выпускает над целью БПЛА для разведки и корректировки огня в течение 20-30 минут.
| Обозначение снаряда                                 | 9М55К                                                  | 9М55К1                                     | 9М55К4                       | 9М55К5                                                       | 9М55Ф                             | 9М55С                                                     | 9М528                            | 9М534                                                                                       |
| --------------------------------------------------- | ------------------------------------------------------ | ------------------------------------------ | ---------------------------- | ------------------------------------------------------------ | --------------------------------- | --------------------------------------------------------- | -------------------------------- | ------------------------------------------------------------------------------------------- |
| Тип ГЧ                                              | Кассетная                                              | Кассетная                                  | Кассетная                    | Кассетная                                                    | Отделяемая осколочно-фугасная     | Термобарическая                                           | Осколочно-фугасная               | С БПЛА-разведчиком                                                                          |
| Тип БЭ                                              | Осколочные 9Н235                                       | Самоприцеливающиеся 9Н142 «Мотив-3М»       | Противотанковые мины «ПТМ-3» | Кумулятивно-осколочные                                       | —                                 | —                                                         | —                                | —                                                                                           |
| Масса снаряда, кг                                   | 800                                                    | 800                                        | 800                          | 800                                                          | 810                               | 800                                                       | 815                              | 815                                                                                         |
| Длина снаряда, мм                                   | 7600                                                   | 7600                                       | 7600                         | 7600                                                         | 7600                              | 7600                                                      | 7600                             | неизвестно                                                                                  |
| Масса ГЧ, кг                                        | 243                                                    | 243                                        | 243                          | 243                                                          | 258                               | 243                                                       | 258                              | 243                                                                                         |
| Длина ГЧ, мм                                        | 2049                                                   | 2049                                       | 2049                         | 2049                                                         | 2049                              | 2049                                                      | неизвестно                       | 2049                                                                                        |
| Количество БЭ, шт                                   | 72                                                     | 5                                          | 25                           | 646 (588)                                                    | —                                 | —                                                         | —                                | —                                                                                           |
| Масса БЭ (БПЛА), кг                                 | 1,75                                                   | 15                                         | 4,85                         | 0,24                                                         | —                                 | —                                                         | —                                | 40                                                                                          |
| Габариты БЭ, мм                                     | 69×263                                                 | 284×255×186                                | 330x84x84                    | 43×118 (43×128)                                              | —                                 | —                                                         | —                                | 200 (фюзеляж)                                                                               |
| Масса взрывчатого вещества (смеси) БЭ (ГЧ), кг      | 0,32                                                   | 4,5                                        | 1,85                         | 0,035 (0,046)                                                | 95                                | 100                                                       | 95                               | —                                                                                           |
| Характеристики поражающих элементов                 | Готовые осколки: * 96 шт. по 4,5 г * 360 шт. по 0,75 г | Бронепробиваемость: 70 мм гомогенной брони |                              | Бронепробиваемость: 120 (160) мм гомогенной брони по нормали | Готовые осколки: 1100 шт. по 50 г | Диаметр поля с Т>+1000 °С: 25 м Длительность поля: 1,44 с | Готовые осколки: 800 шт. по 50 г | Время полёта: 20 мин. Высота полёта: 500 м Площадь обзора: 25 км² Дальность передачи: 70 км |
| Время самоликвидации БЭ (ГЧ)                        | 110 с                                                  | 60 с                                       | 16-24 часа                   | 130-260 с                                                    |                                   | 110-160 с                                                 |                                  | —                                                                                           |
| Дальность стрельбы, м: * максимальная * минимальная | 70 000 20 000                                          | 70 000 20 000                              | 70 000 20 000                | 70 000 25 000                                                | 70 000 25 000                     | 70 000 25 000                                             | 90 000 25 000                    | 90 000 20 000                                                                               |

### Разработки по боеприпасам
- В 2012 году утверждены паспорт и рекламный паспорт на корректируемый по ГЛОНАСС [19] реактивный снаряд увеличенной дальности 9М542, разработанный для иностранного заказчика. Минимальная дальность 40 км, максимальная дальность 120 км. Длина 7600 мм, общая масса 820 кг, масса головной части 150 кг, масса взрывчатого вещества 70 кг, снаряжён 500 шт. готовых осколков массой 50 г. В 2016 году было объявлено об оснащении данными снарядами РСЗО Торнадо-С[19].
- В 2017 году появились сообщения, что беспилотник «Гром», встроенный в ракету реактивной системы залпового огня (РСЗО) «Смерч», будет применяться в разведывательных целях. В январе 2019 года, по сведениям прессы, для нового российского БПЛА «Гром», который интегрируется в ракету реактивной системы залпового огня «Смерч», в рамках опытно-конструкторской работы был создан турбореактивный двигатель (по заказу НПО «Сплав»)[20]. Ранее генеральный конструктор НПО «Сплав» (входит в «Ростех») Николай Макаровец сообщил журналистам, что, в настоящее время, производитель ожидает получения госзаказа для его поставки в войска.

## На вооружении

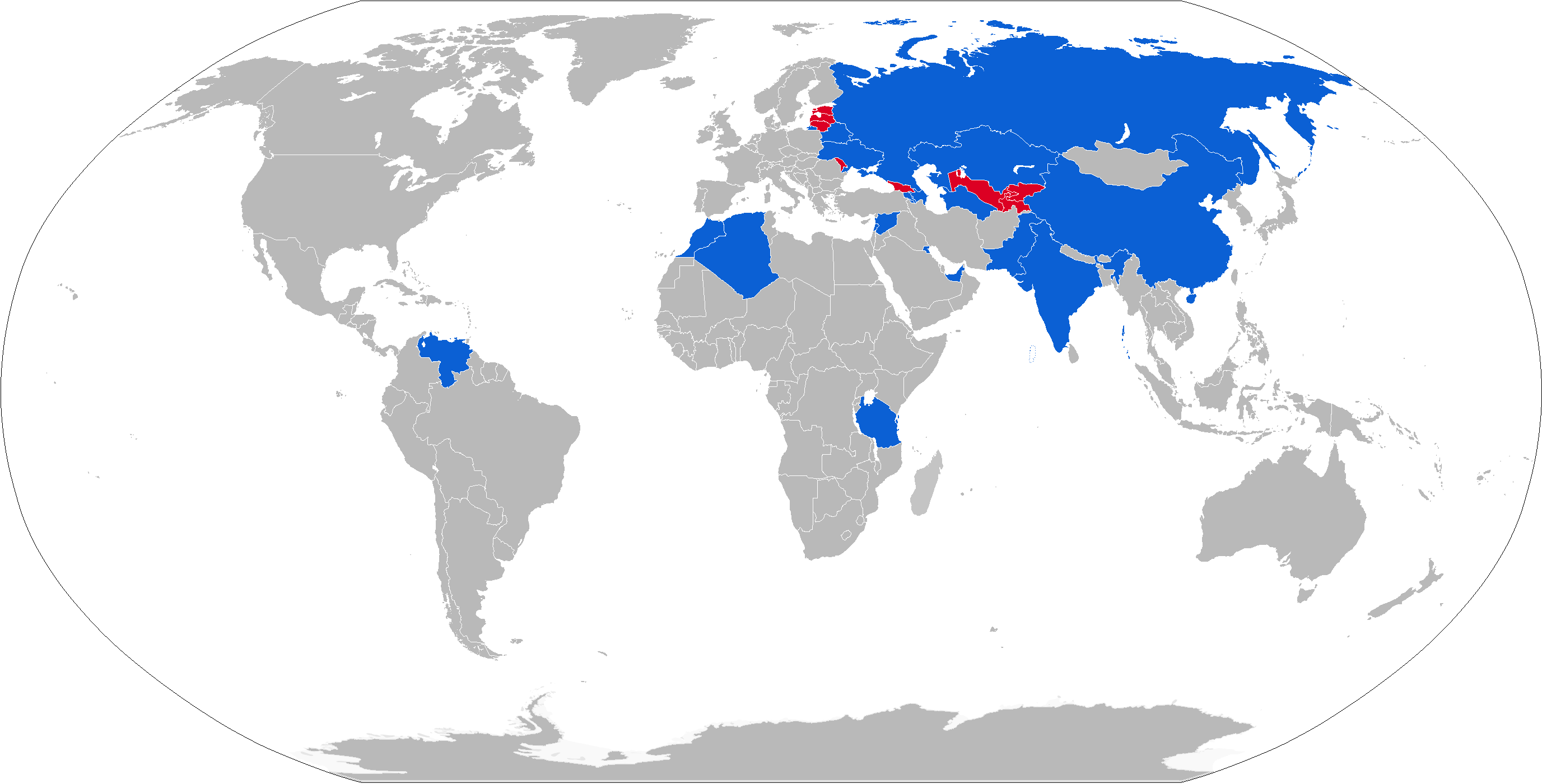
Карта текущих (синие) и бывших (красные) операторов РСЗО БМ-30 «Смерч»

- Азербайджан — 30 единиц 9А52, по состоянию на 2024 год[21]
- Алжир — 18 единиц 9А52, по состоянию на 2024 год[21]
- Армения — 2 единицы 9А52, по состоянию на 2024 год[21]
- Беларусь: 36 единиц 9А52, по состоянию на 2024 год[21]
- Венесуэла — 12 единиц 9А52, по состоянию на 2024 год[21]
- Индия — 42 единицы 9А52, по состоянию на 2024 год[21]
- Казахстан — 6 единиц БМ-30, по состоянию на 2024 год[21]
- Кувейт — 27 единиц 9А52, по состоянию на 2024 год[21]
- ОАЭ — 6 единиц 9А52, по состоянию на 2024 год[21]
- Россия — 100 единиц 9А52 и 20 единиц 9К515 в Сухопутных войска и более 4 единиц в Морской пехоте РФ по состоянию на 2024 год[21]
- Туркменистан — 6 единиц 9А52 по состоянию на 2024 год[21]
- Украина — 40 единиц 9А52 по состоянию на 2024 год[21]

### Бывшие операторы
- Баасистская Сирия — некоторое количество 9А52 по состоянию на 2023 год[22]

## Экспорт

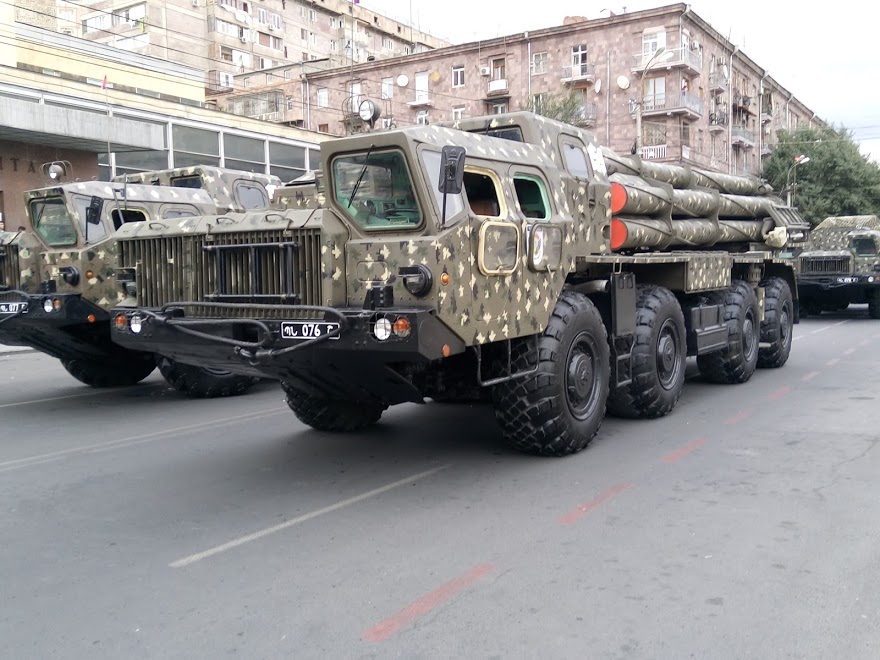
«Смерч» ВС Армении на параде в Ереване

Экспортная стоимость РСЗО «Смерч-М», по данным на 2016 год, составляла примерно 12,5 млн долларов США.
По данным А. Храмчихина, китайские РСЗО (A-100, и особенно PHL-03) являются нелицензионными копиями РСЗО «Смерч». Это согласуется с тенденцией, описанной в книге.

## Боевое применение
- 1999 г. — РСЗО «Смерч» применялась ВС России во время второй войны в Чечне[27][28].
- 2011 г. — РСЗО «Смерч» применялась Сирийской арабской армией во время гражданской войны в Сирии, в частности при освобождении Пальмиры[29]. Также, по некоторым данным, «Смерч» использовали российские вооружённые силы[30].
- 2014 г. — РСЗО «Смерч» широко использовалась в ходе вооружённого конфликта на востоке Украины[31][32][33][34].
- 2020 г. — Использовались обеими сторонами конфликта во время боевых действий в Нагорном Карабахе в 2020 году[35][36].
- 2022 г. — Использовались российской стороной в ходе вторжения России на Украину. Например, 27 и 28 февраля 2022 года РСЗО «Смерч» использовался российскими военными для обстрела, как минимум трёх районов Харькова, в ходе которого применялись кассетные боеприпасы[37][38][39][40][41][42], а также города Николаев и его окрестностей, в ходе которого погибли гражданские лица[43][44][45]. Зафиксировано использование Россией управляемых снарядов с кассетной боевой частью 9М544 и 9М549[44][46]

## Модификации

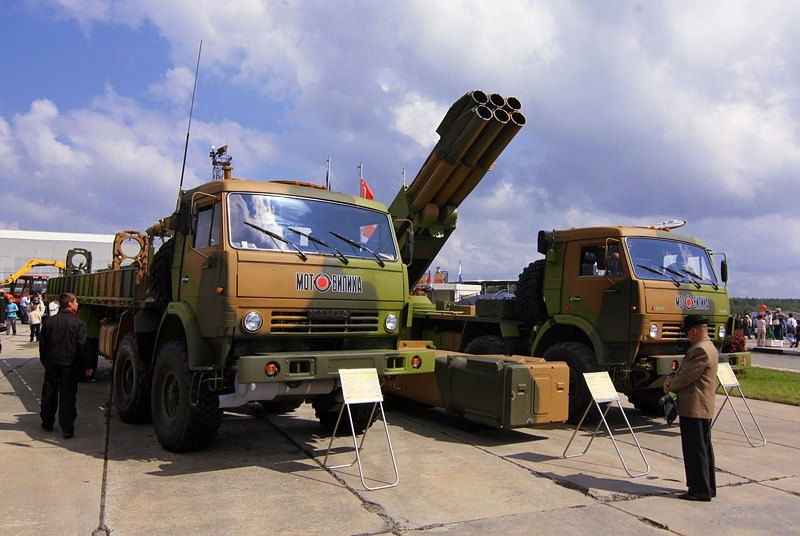
ТЗМ 9Т234-4 и БМ 9А52-4 из состава РСЗО «Кама»

Дальнобойная реактивная система залпового огня предназначена для поражения на дальних подступах практически любых групповых целей. РСЗО 9К58 за счёт дальности и эффективности близок к тактическим ракетным комплексам. По точности комплекс близок к артиллерийским орудиям. Точность попадания в 2—3 раза превышает аналоги. Залп батареи из шести БМ способен остановить продвижение мотострелковой дивизии.

### 9К58 на шасси МАЗ-543М
РСЗО 9К58 «Смерч» на шасси МАЗ-543М
Дальность стрельбы увеличилась с 70 до 90 км, боевой расчёт уменьшился с четырёх до трёх человек, увеличилась автоматизация системы, в частности, топопривязка стала осуществляться в автоматическом режиме через спутниковые системы. Принят на вооружение в 1989 году. Площадь поражения 67,2 Га. Время подготовки к залпу 3 минуты, перезарядки 13 минут.

### 9К58 «Кама»
РСЗО 9К58 «Кама» на шасси КамАЗ-6350
На авиационно-космическом салоне «МАКС-2007» впервые был продемонстрирован опытный образец боевой машины 9А52-4 с шестиствольным пакетом направляющих в составе артиллерийской части, смонтированной на базе четырёхосного полноприводного шасси семейства «КАМАЗ». Использование такой системы позволяет рассредоточенным расчётам вести скоординированный огонь. Основная цель модернизации — повысить мобильность комплекса за счёт снижения веса и габаритов. Предполагается, что это позволит расширить экспортные возможности. Новый вариант опытного образца боевой машины, а также опытный образец транспортно-заряжающей машины были продемонстрированы в 2009 году на выставке вооружений REA-2009 в Нижнем Тагиле (Свердловская область).

### 9К515 «Торнадо-C»

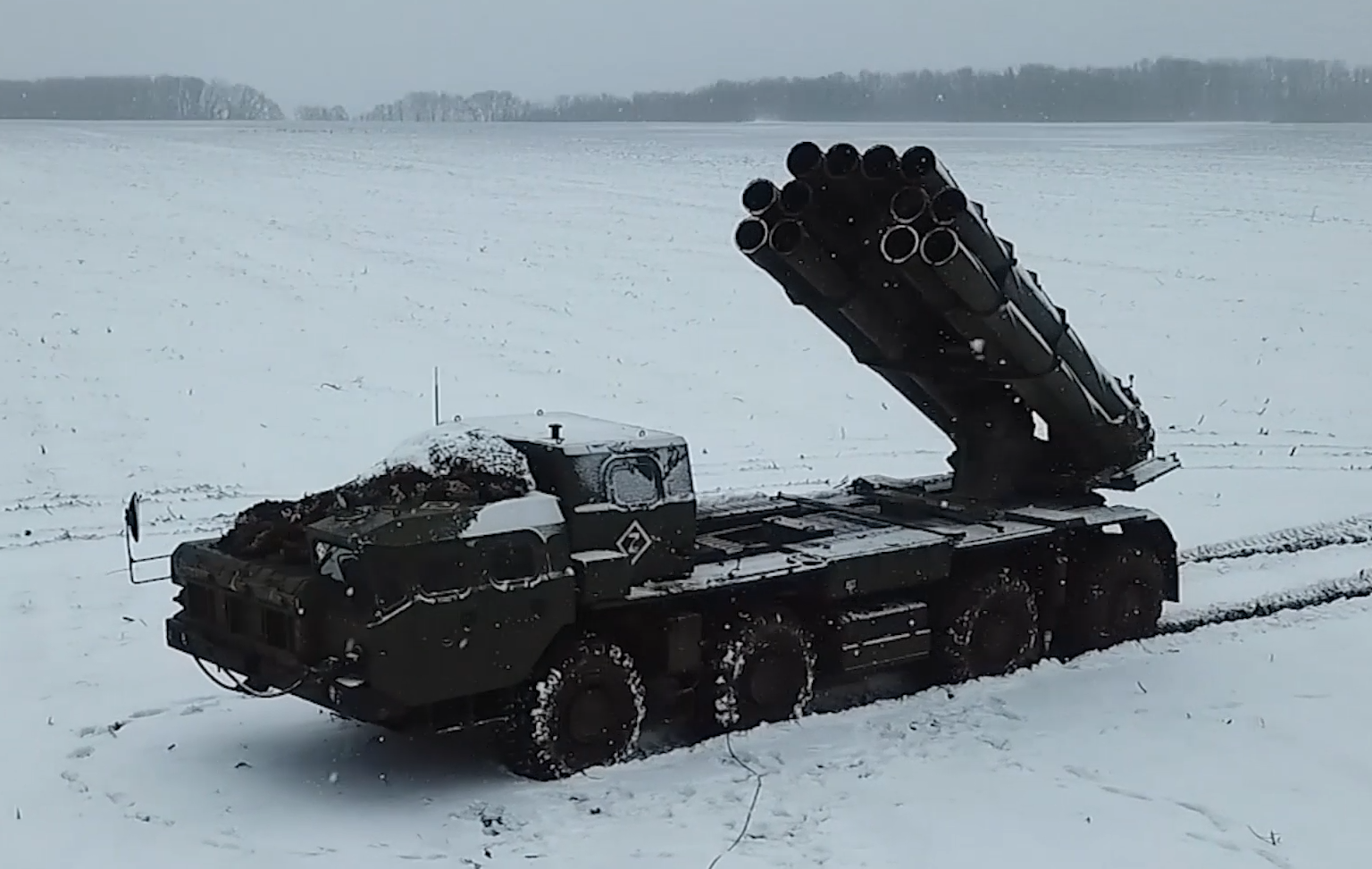
Боевая машина 9А54 300-мм РСЗО 9К515 «Торнадо-С».

На предприятии «Сплав» были созданы РСЗО нового поколения серии «Торнадо» — 9К515 «Торнадо-C».
«Торнадо-C» представляет собой глубокую модернизацию 9К58 «Смерч». Предназначена для поражения на дальних подступах групповых целей (живая сила, небронированная, легкобронированная и бронированная техника), тактических ракет, зенитных комплексов, вертолётов на стоянках, командных пунктов, узлов связи, военно-промышленной инфраструктуры.
Разработчик: НПО «Сплав» (г. Тула), ЗАО «СКБ» ПАО «Мотовилихинские заводы» (г. Пермь). Изготовитель (капитальный ремонт и модернизация) БМ и ТЗМ: ПАО «Мотовилихинские заводы» (г. Пермь).
Дальность ведения огня до 120 км, в перспективе с возможностью увеличения до 200 км. Может поражать цели как залпом, так и одиночными высокоточными ракетами и, по сути, стала универсальной тактической ракетной системой. Также Торнадо-С может использовать корректируемые боеприпасы.

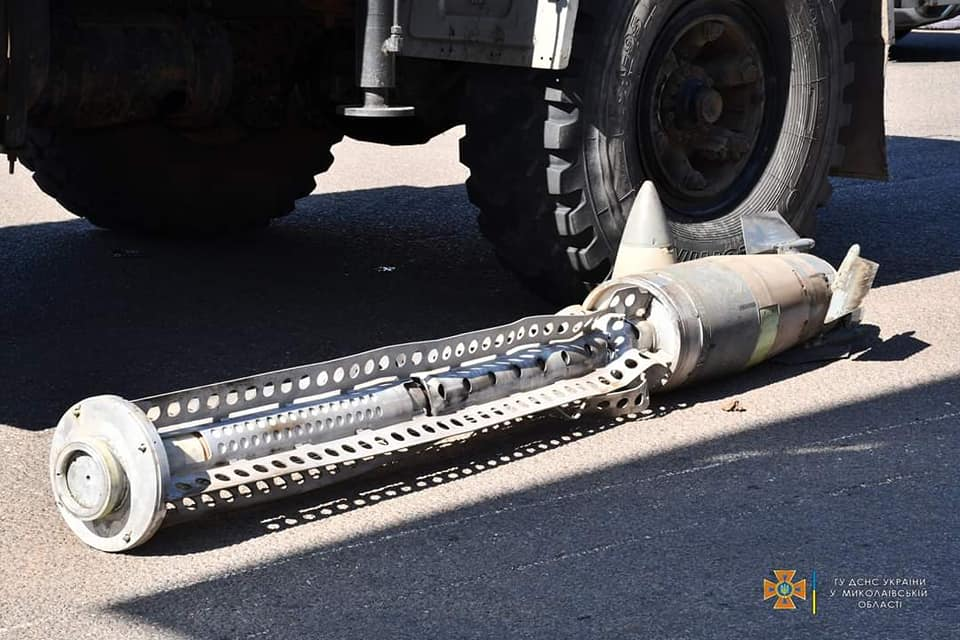
Отработанная кассета российского реактивного снаряда 9М544 для РСЗО "Торнадо-С", Николаев, март 2022 года

Оснащена системой автономной коррекции траектории полёта реактивных снарядов по углам тангажа и рысканья, осуществляемой по сигналам системы управления газодинамическими устройствами (корректируемые боеприпасы, напр., 9М544). Стабилизация снарядов происходит за счёт их закручивания по пусковым направляющим, и поддерживания в полёте раскрывающимися лопастями оперения. При стрельбе залпом рассеивание снарядов не превышает 0,3 % от дальности стрельбы.
Реактивные снаряды могут оснащаться головной частью моноблочного или кассетного типа. Залп одной боевой машины реактивными снарядами калибра 300 мм, оснащёнными кассетной головной частью с 72 кумулятивно-осколочными элементами, поражает площадь до 67,2 га.
Для обеспечения целеуказания может использоваться БПЛА (также запускаемый с боевой машины — реактивный снаряд 9М534).
Время свёртывания и покидания огневой позиции боевой машиной комплекса БМ 9А54 после залпа составляет около 1 минуты. Экипаж боевой машины сокращён до 3 человек.
Боевая машина 9А54 оснащена аппаратурой бортового управления и связи (АБУС), автоматизированной системой управления наведением и огнём (АСУНО), наземной аппаратурой потребителей спутниковых навигационных систем (НАП СНС), что позволяет: автоматизированно принимать-передавать информацию с защитой от несанкционированного доступа, отображать информацию на табло и хранить её; автономно осуществлять топопривязку, навигацию и ориентирование боевой машины на местности с отображением на электронной карте; автоматически наводить пакет пусковых направляющих без выхода расчёта из кабины с возможностью ручного наведения при необходимости (для защиты личного состава от пороховых газов во время стрельб предусмотрено подача в кабину сжатого воздуха из баллонов).
Состав РСЗО 9К515 «Торнадо-С»:
- боевая машина (БМ) 9А54;
- транспортно-заряжающая машина (ТЗМ) 9Т255;
- учебно-тренировочный комплекс, средства автоматической системы управления огнём (АСУНО), автомобиль топографической привязки (топопривязчик) и метеорологическая машина.

На вооружение начало поступать с конца 2016 года. В ноябре 2016 г. были проведены испытания на полигоне Капустин Яр.

### Варианты боевых машин

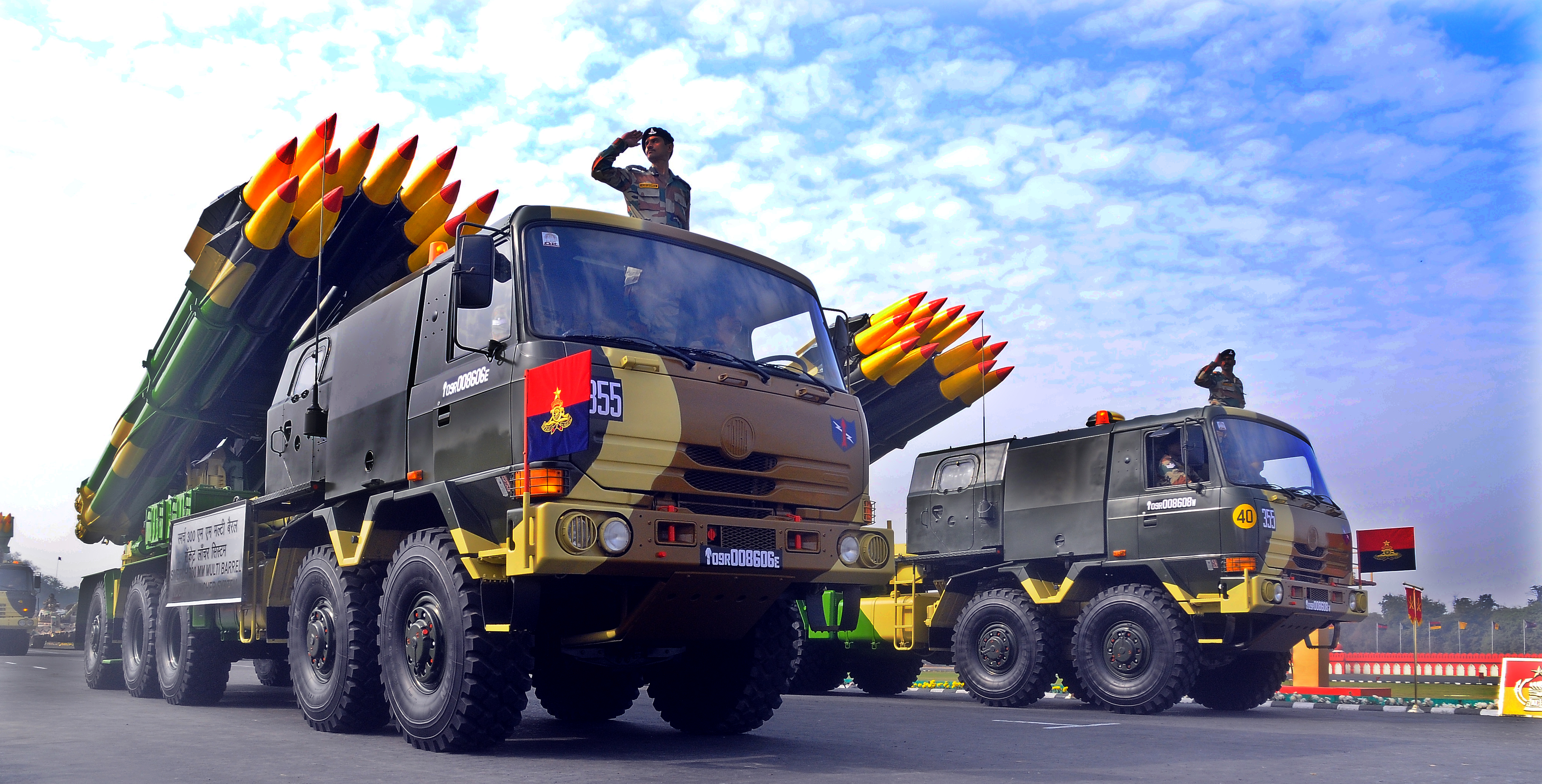
9А52-2Т РСЗО на шасси Tatra в параде ВС Индии (на направляющие установлены декоративные конусовидные колпачки)

- 9А52 — базовый вариант на шасси МАЗ-79111
- 9А52Б — боевая машина автоматизированной системы управления формированиями РСЗО 9К58Б
- 9А52-2 — боевая машина на шасси МАЗ-543М комплекса РСЗО 9К58
- 9А52-2К — командирская боевая машина на шасси МАЗ-543М модернизированного комплекса РСЗО 9К58
- 9А52-2Т — боевая машина на шасси Tatra модернизированного комплекса РСЗО 9К58
- 9А52-4 — облегчённая боевая машина РСЗО «Кама» на шасси КамАЗ
- 9А53 — боевая машина комплекса РСЗО 9К512 «Ураган-1М» с установленным транспортно-пусковым контейнером с 300-мм реактивными снарядами.
- 9А54 — боевая машина модернизированной системы 9К515 «Торнадо-С»

### Варианты транспортно-заряжающих машин

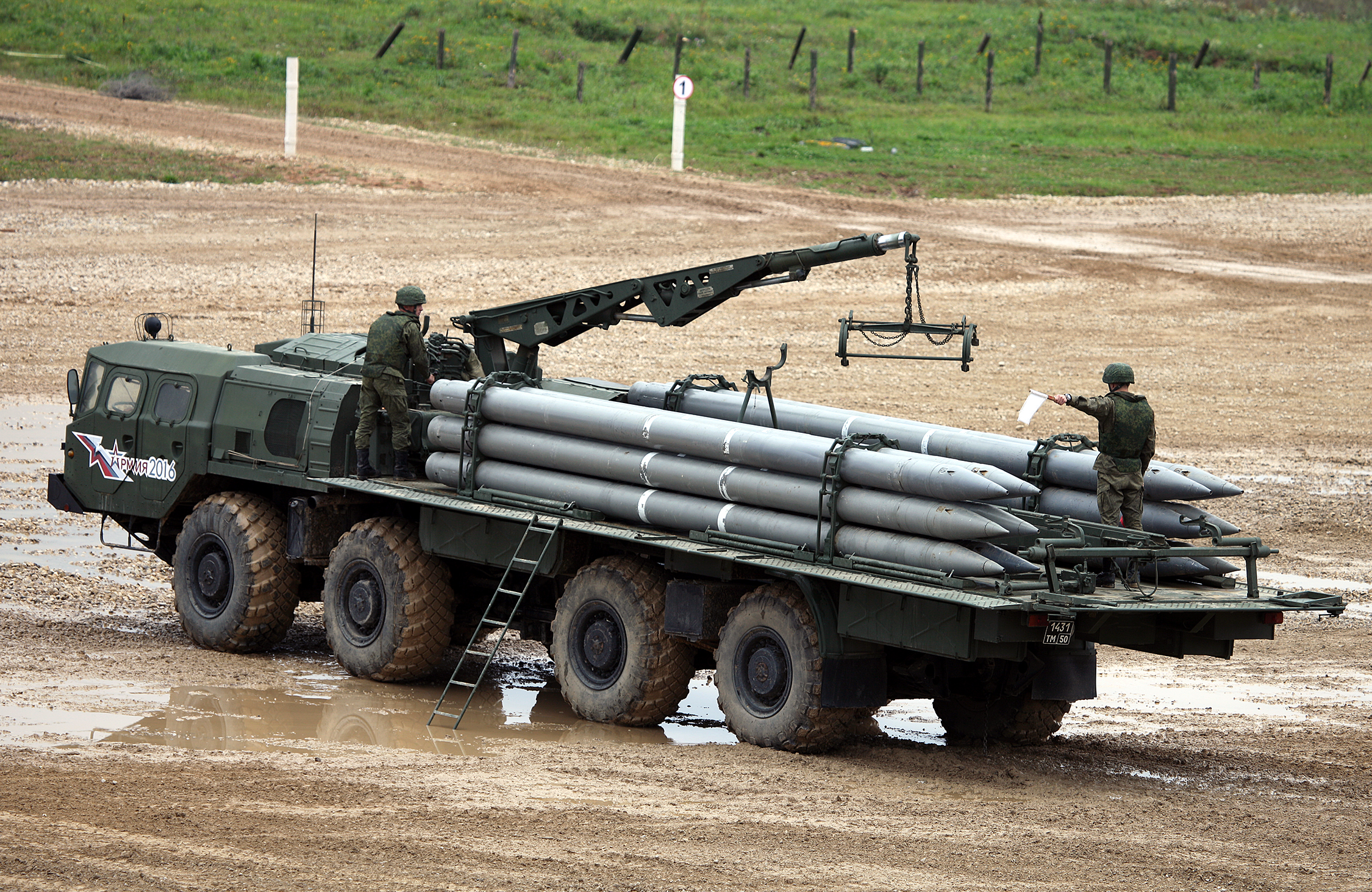
Транспортно-заряжающая машина 9Т234-2.

- 9Т234 — транспортно-заряжающая машина БМ 9А52 на шасси МАЗ-79112
- 9Т234-2 — транспортно-заряжающая машина БМ 9А52-2 на шасси МАЗ-543А[56]
- 9Т234-2Т — транспортно-заряжающая машина БМ 9А52-2Т на шасси Tatra
- 9Т234-4 — транспортно-заряжающая машина БМ 9А52-4 на шасси КамАЗ
- 9Т255 — транспортно-заряжающая машина БМ 9А54

## Где можно увидеть
| Местонахождение                                                 | Изображение |
| --------------------------------------------------------------- | ----------- |
| Музейный комплекс УГМК, г. Верхняя Пышма, Свердловская область. |             |

## Галерея

Демонстрационный показ 9А52-4 «Кама» на выставке «Технологии в машиностроении 2012»
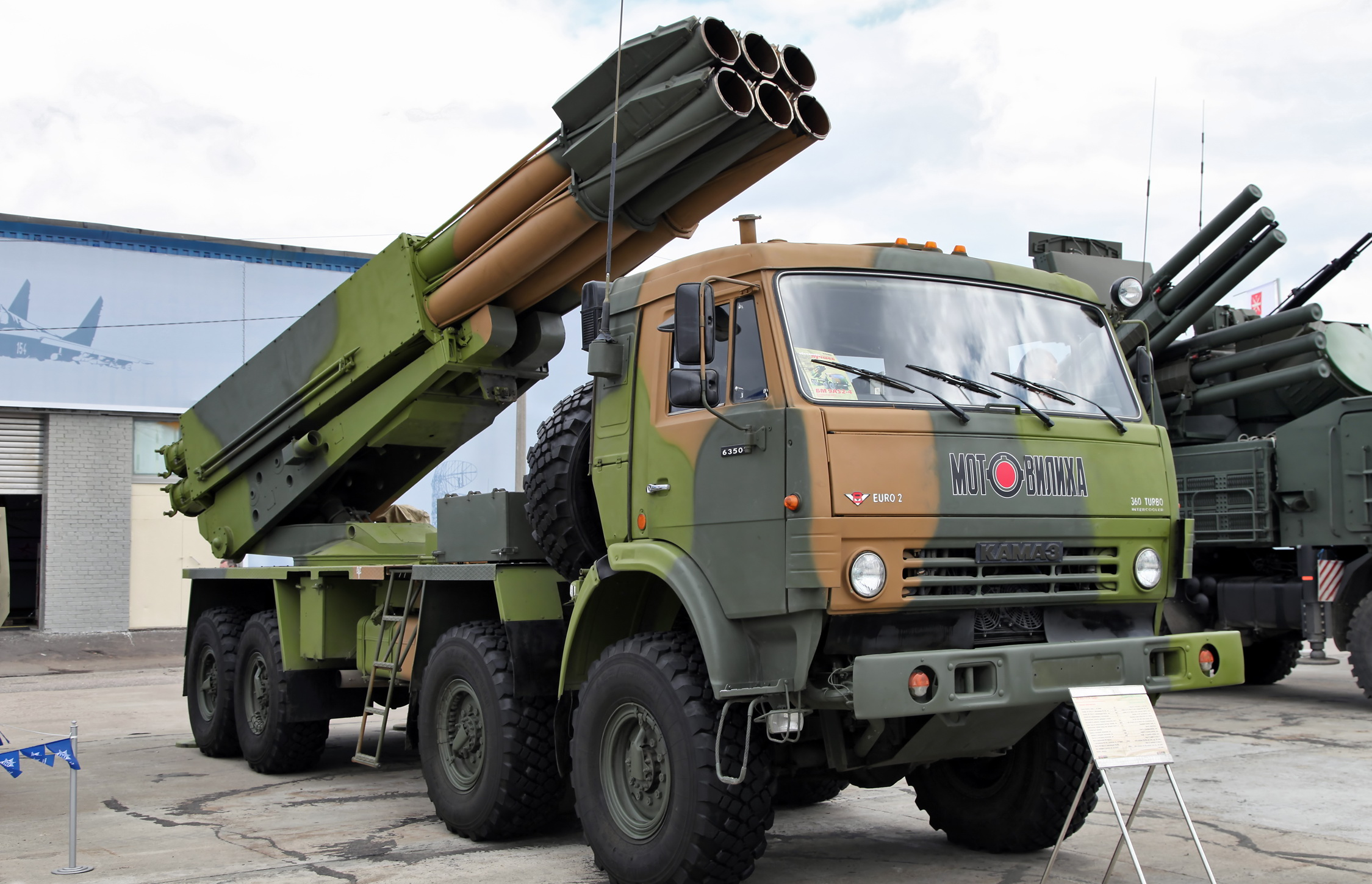
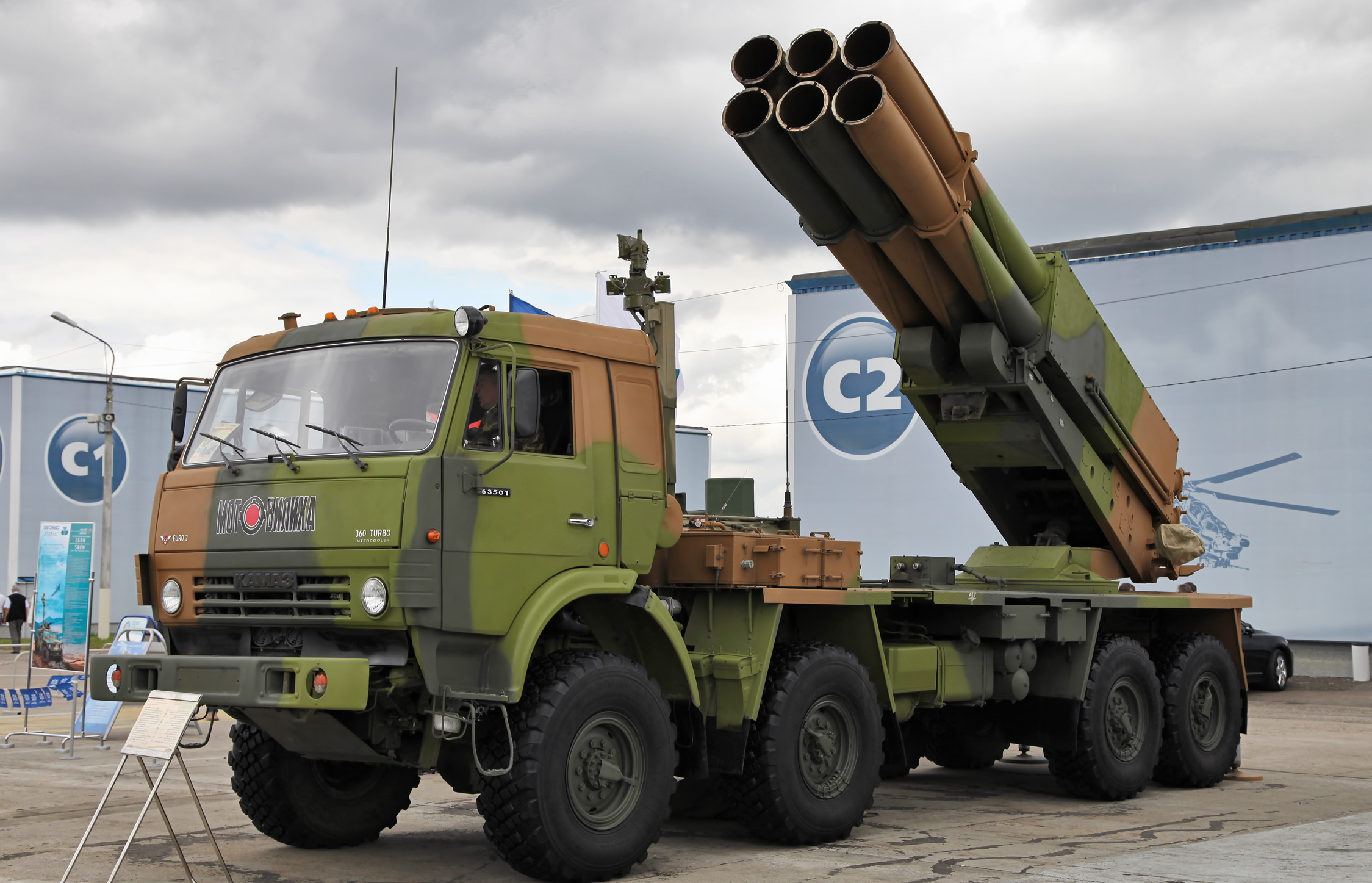
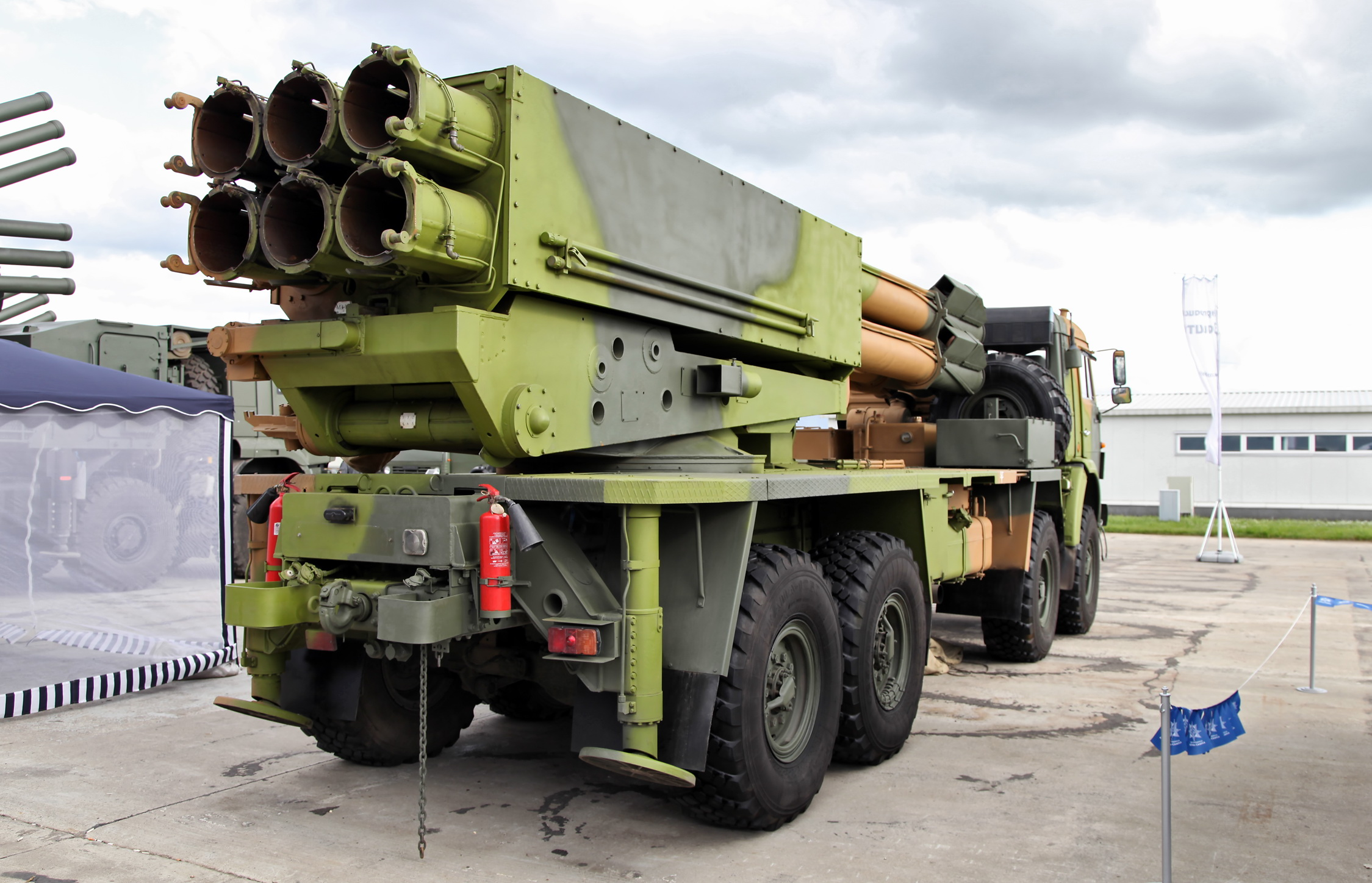

9К58 «Смерч» на выставке МВСВ-2008 — экспозиция Минобороны РФ
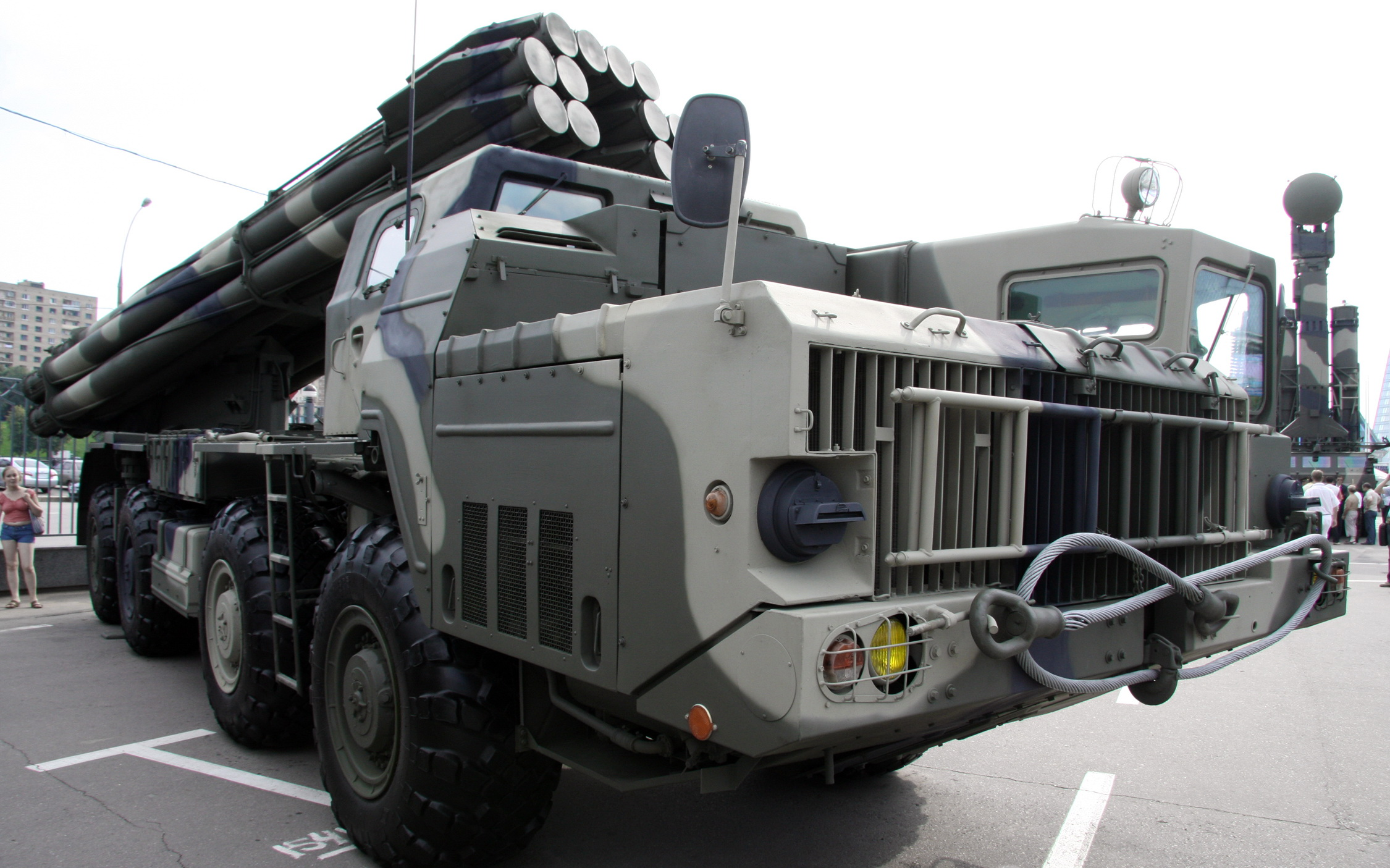
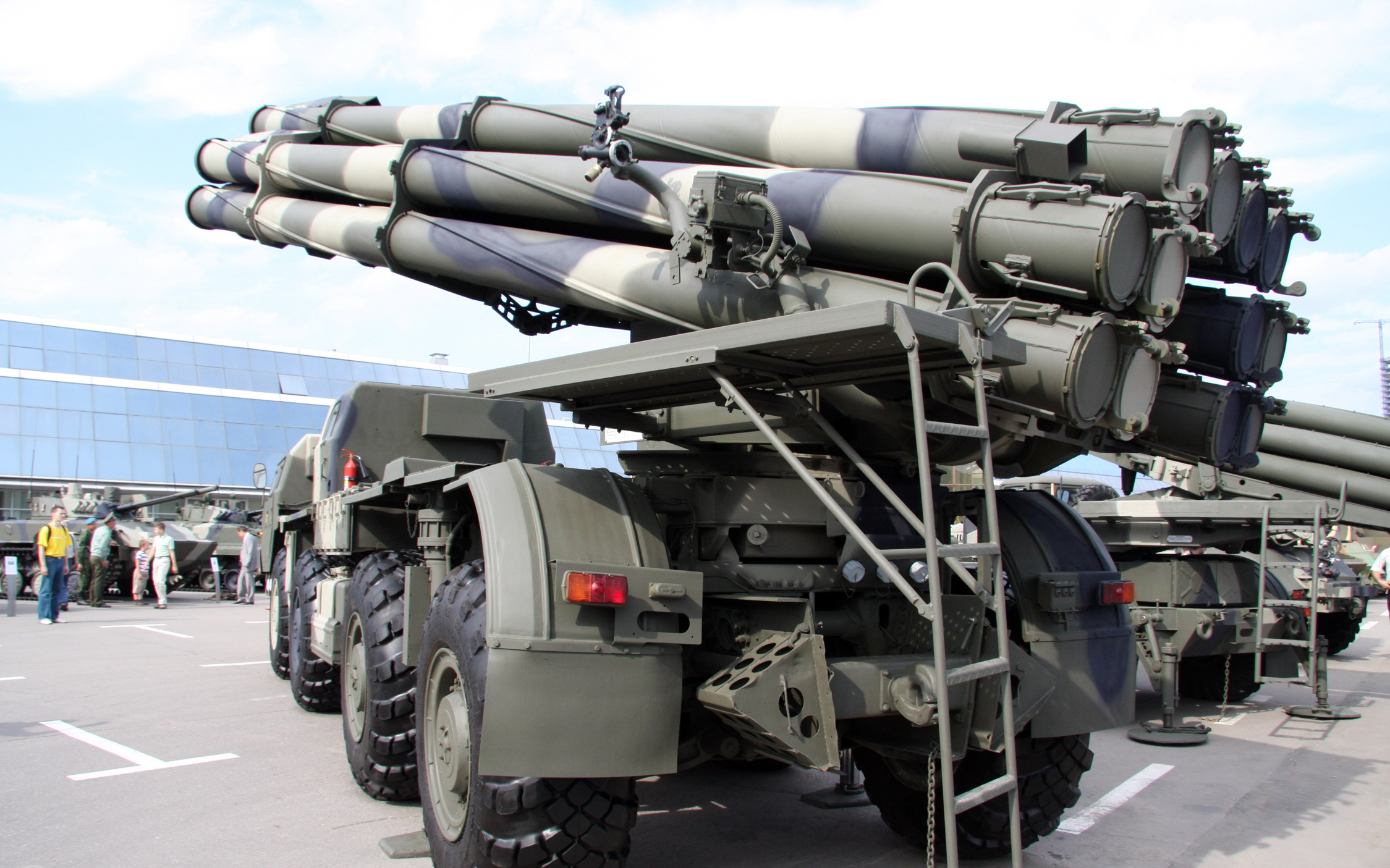
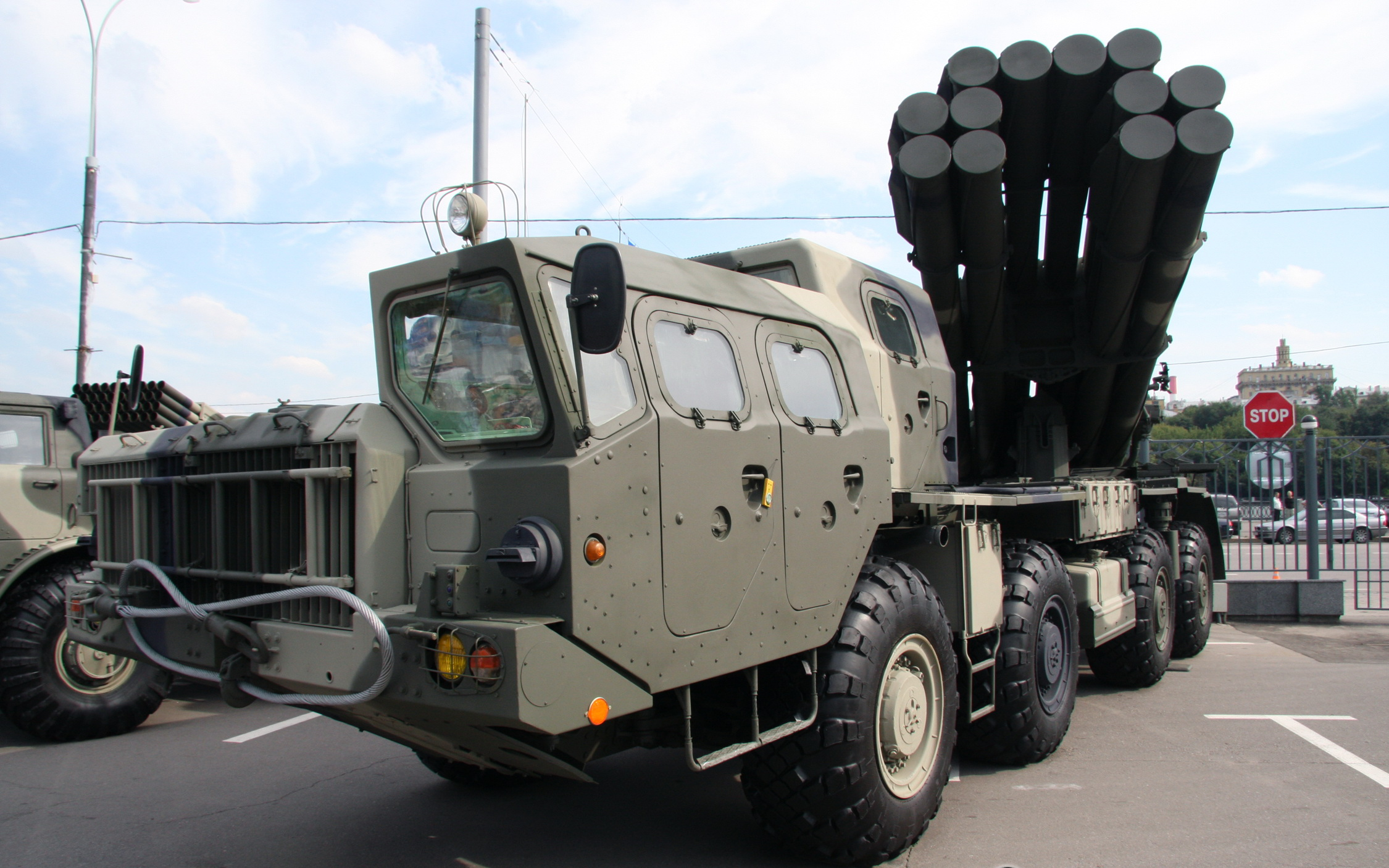